# Daktari
Daktari (palavra em swahili para "médico") é uma série de televisão estadunidense do gênero "Aventura", transmitida originalmente pela Rede CBS de 1966 a 1969. A produção foi da Ivan Tors Films Production em parceira com a MGM Television. No Brasil a série foi transmitida pela Globo 
A série foi baseada no filme de 1965 Clarence, the Cross-Eyed Lion com o famoso leão vesgo Clarence. Clarence aparece também na série e a câmara frequentemente mostra seus olhos e imagens dobradas para simular o seu problema de visão. O animal não pode caçar e com isso fica aos cuidados e se torna um dos mascotes do Dr. Tracy, um veterinário que vive na selva africana e cuida dos animais, tanto os domésticos dos nativos como os selvagens, feridos por caçadores ou com algum outro problema médico ou que se tornam ameaças.
O produtor Ivan Tors escreveu a história do Dr. Tracy inspirado no trabalho do Dr. A.M. "Toni" Harthoorn e a esposa Sue, que mantiveram um orfanato de animais em Nairóbi. Dr. Harthoorn realizou uma incansável campanha a favor dos direitos dos animais e desenvolveu juntamente com sua equipe o uso de armas com dardos tranquilizantes, capazes de sedarem os animais e com isso possibilitar a captura, sem machucá-los gravemente.
A clínica veterinária fictícia do Dr. Tracy é a Wameru Study Centre for Animal Behaviour localizada na África Oriental.

## Elenco
- Marshall Thompson...Dr. Marsh Tracy (dublado por Lauro Fabiano)
- Cheryl Miller...Paula Tracy, filha do doutor (dublada por Norka Smith)
- Clarence...o leão vesgo
- Judy...o chimpanzé
- Ross Hagen .... Bart Jason (1968–1969)
- Hedley Mattingley .... Chefe distrital Hedley (dublado por Orlando Drummond)
- Erin Moran .... Jenny Jones (1968–1969) (dublada por Nair Amorim)
- Hari Rhodes .... Mike Makula (dublado por Dario Lourenço)
- Yale Summers .... Jack Dane (1966–1968) (dublado por Alfredo Martins)
- Erin Moran...Jenny Jones, ator de sete anos

## Produção

### Locações
De acordo com os créditos de encerramento, as filmagens foram na África e em "Marine World/Africa U.S.A., Califórnia", um rancho de 1 acre com 600 animais mantido na época pelos treinadores Ralph e Toni Helfer em Canyon Soledad ao norte de Los Angeles. Ralph Helfer foi o coordenador dos animais do programa. Leonard B. Kaufman, o produtor, escreveu para Shelly Manne que as locações da série foram em Moçambique.  As cenas de interiores com os atores foram em África, U.S.A.. As cenas da clínica veterinária foram gravadas nos estúdios de Ivan Tors na Flórida.

### Música
O programa conta com uma música marcante com mistura de influências de jazz e sons africanos, uma composição de Shelly Manne e Henry Vars. O baterista de Jazz Shelly Manne gravou Daktari: Shelly Manne Performs and Conducts His Original Music for the Hit TV Show, na Atlantic Records em 1968. Nesse álbum, Mike Wofford toca piano e há também as participações dos percussionistas Emil Richards, Larry Bunker, Frank Carlson e Victor Feldman. Para conseguirem a sonoridade associada à África, Manne e seus companheiros amarraram soalhas nos tornozelos, tocaram órgão de boca tailandês, ocarinas, vibrafones, tímpanos e diferentes marimbas, conforme escrito na capa.

## Episódios[6]
1ª Temporada (1966)
1. "The Elephant Thieves" - 11/01/1966
2. "Predator of Wameru" - 18/01/1966
3. "Killer Lion" - 25/01/1966
4. "Adventure of the Lion Cubs" - 01/02/1966
5. "Trail of the Cheetah" - 08/02/1966
6. "Leopard of Madla Gorge" - 15/02/1966
7. "The Diamond Smugglers" - 01/03/1966
8. "The Chimp Who Went Ape" - 08/03/1966
9. "The Killer Dog" - 15/03/1966
10. "Return of the Killer (Part I)" - 22/03/1966
11. "Return of the Killer (Part II)" - 29/03/1966
12. "Maneater of Wameru" - 05/04/1966
13. "Crisis at the Compound" - 12/04/1966
14. "The Hostages" - 19/04/1966
15. "Judy and the Hyena" - 26/04/1966
16. "Wall of Flames (Part I)" - 03/05/1966
17. "Wall of Flames (Part II)" - 10/05/1966
18. "Judy and the Gunrunners" - 17/05/1966

2ª Temporada (1966/1967)
1. "Return of Clarence" - 13/09/1966
2. "Deadline to Kill" - 20/09/1966
3. "Daktari's Last Hunt" - 27/09/1966
4. "Judy's Hour of Peril" - 04/10/1966
5. "Cheetah at Large" - 11/10/1966
6. "The Test" - 18/10/1966
7. "Born to Die" - 25/10/1966
8. "The Trial" - 01/11/1966
9. "Death in the African Sun" - 15/11/1966
10. "Revernge of the Leopard" - 22/11/1966
11. "Shoot to Kill" - 29/11/1966
12. "Cry for Help" - 06/12/1966
13. "Clarence the Killer" - 20/12/1966
14. "The Chimp Who Cried Wolf" - 27/12/1966
15. "Little Miss Nightingale" - 03/01/1967
16. "Judy and the Gorilla" - 10/01/1967
17. "House of Lions" - 17/01/1967
18. "Undercover Judy" - 24/01/1967
19. "Countdown for Paula" - 31/01/1967
20. "Terror in the Bush" - 07/02/1967
21. "Judy and the Baby Elephant" - 14/02/1967
22. "A Bullet for Hedley" - 21/02/1967
23. "Judy the Poacher" - 28/02/1967
24. "Goodbye Mike Makula" - 07/03/1967
25. "Operation Springtime" - 14/03/1967
26. "King Clarence" - 21/03/1967
27. "The Long Hunt" - 28/03/1967
28. "Judy and the Vulture" - 04/04/1967
29. "Cub Called Danger" - 11/04/1967

3ªTemporada(1967/1968)
1. "Judy, the Astro-Chimp" - 05/09/1967
2. "The Execution" - 12/09/1967
3. "Rime Wave at Wameru" - 19/09/1967
4. "Goodbye, Wameru" - 26/09/1967
5. "The Killer Tribe" - 03/10/1967
6. "The Scent of Fear" - 10/10/1967
7. The Return of the Phantom" - 17/10/1967
8. "Countdown for Judy" - 24/10/1967
9. "Judy and the Jailbirds" - 31/10/1967
10. "One of Our Cubs Is Missing" - 07/11/1967
11. "Judy and the Thoroughbred" - 14/11/1967
12. "The Return of Ethel and Albert" - 21/11/1967
13. "Judy and the Wizard" - 28/11/1967
14. "Clarence's Love-In" - 05/12/1967
15. "The Elephant Raid (Part I)" - 12/12/1967
16. "The Elephant Raid (Part II)" - 19/12/1967
17. "Miracle in the Jungle" - 26/12/1967
18. "Riddle of the Bush" - 02/01/1968
19. "The Big Switch" - 09/01/1968
20. "License to Kill" - 16/01/1968
21. "Judy Strikes Back" - 23/01/1968
22. "The Killer Cub" - 30/01/1968
23. "Toto the Great" - 13/02/1968
24. "The Lion Killer" - 20/02/1968
25. "The Killer of Wameru" - 27/02/1968
26. "The Monster of Wameru" - 05/03/1968
27. "The Will to Live" - 12/03/1968

4ª Temporada (1968/1969)
1. "A Family for Jenny" - 25/09/1968
2. "Clarence the Lionhearted" - 02/10/1968
3. "African Heritage" - 09/10/1968
4. "The Outsider" - 16/10/1968
5. "Strike Like a Lion" - 23/10/1968
6. "Adam and Jenny" - 30/10/1968
7. "A Man's Man" - 06/11/1968
8. "The Runaways" - 13/11/1968
9. "African Showdown" - 20/11/1968
10. "Once Upon a Fang" - 27/11/1968
11. "The Divining Rods" - 11/12/1968
12. "The Discovery" - 18/12/1968
13. "Jungle Heartbeat" - 01/01/1969
14. "A Tiger's Tale" - 08/01/1969
15. "Judy Come Home" - 15/01/1969